# Chiesa di Santa Maria Assunta (Zero Branco)
La chiesa di Santa Maria Assunta è la parrocchiale di Zero Branco, in provincia e diocesi di Treviso; fa parte del vicariato di Paese.

## Storia
La pieve di Zero Branco venne menzionata per la prima volta nella bolla Justis fratrum di papa Eugenio III del 1152; era pieve matrice delle tre pievi minori di Sambughé, Rio San Martino e Sant'Alberto.

Nel 1485 la chiesa fu trasformata a tre navate e con l'occasione subì un generale rifacimento.
L'attuale parrocchiale venne costruita e consacrata il 17 agosto 1642
Nel 1696 venne iniziata la costruzione del campanile, che la leggenda vuole come modello più alto del campanile della vicina Mogliano Veneto.

L'altare maggiore fu realizzato nel 1695 dai Fratelli Bettanelli di Venezia; nel 1759 fu costruito l'organo, ad opera del veneziano Giovanni Placa.

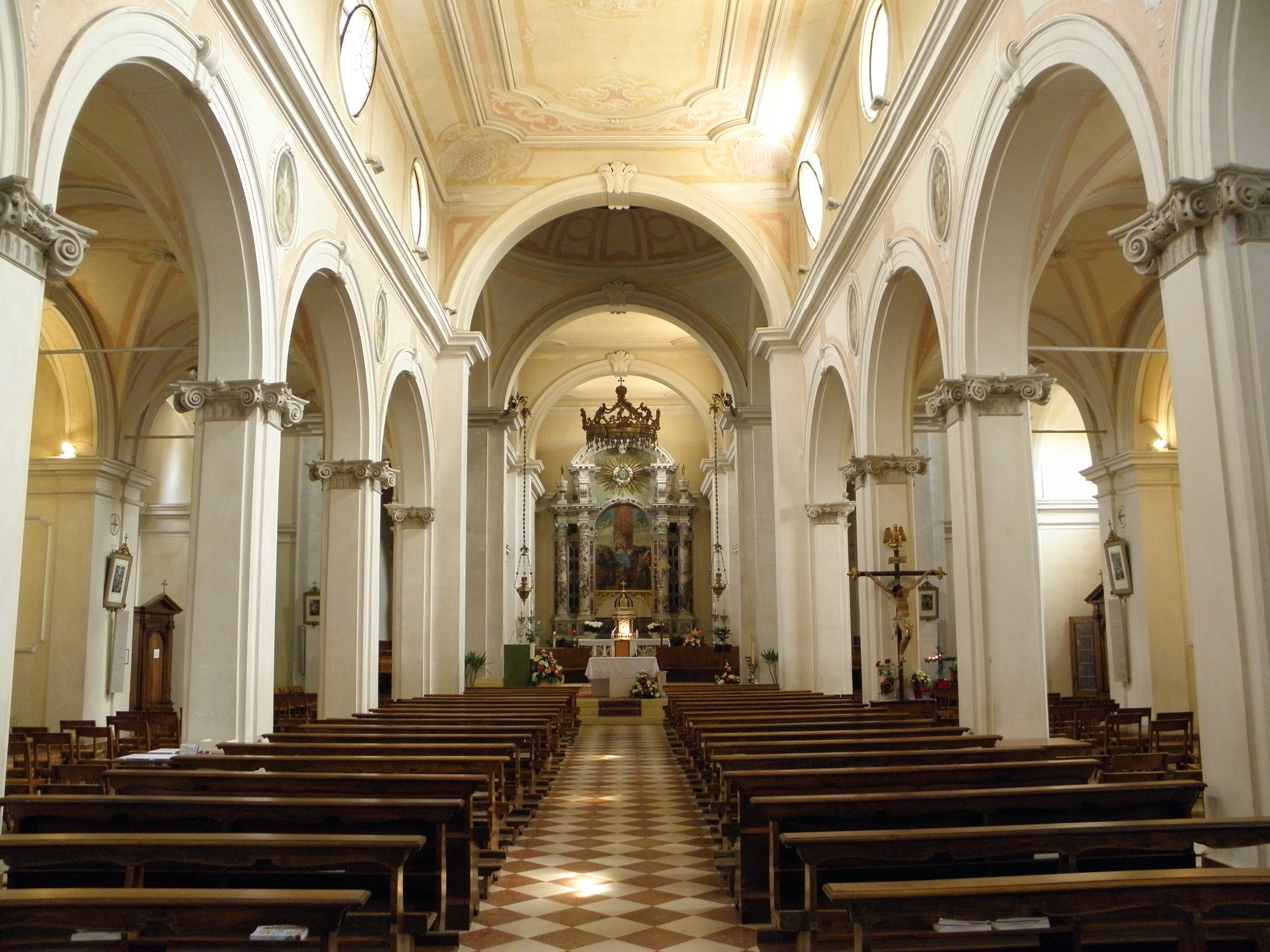
L'interno

Nel 1847 venne riedificata la facciata in stile neoclassico e nel 1857 fu rifatto il pavimento.
Tra il 1960 e il 1963 venne costruito il transetto e il presbiterio fu oggetto di un intervento di ampliamento.

## Interno
L'interno della chiesa si articola in tre navate, la centrale delle quali è più alta delle due laterali, sulle quali s'aprono le cappelle; il presbiterio, di forma rettangolare, consta di due campate, mentre il transetto di quattro.
All'interno, tra le opere più notevoli, sono da ricordare la pala raffigurante la Madonna del Parto, opera autografa di Jacopo Palma il Giovane, e la Sacra Conversazione posta al centro dell'altar maggiore, attribuita a Vittore Belliniano. Altri dipinti degni di nota sono quello raffigurante Gesù Bambino con i Santi Antonio e Valentino opera dell'artista veneziano Giovanni Carlo Bevilacqua e il San Sebastiano di Cosroe Dusi, altresì noto come "pittore degli Zar" per la sua lunga permanenza a San Pietroburgo alla metà dell'Ottocento.